# Asjkelon
Asjkelon (Hebreeuws: אשקלון, Arabisch: عسقلان, ʿAsqalān) (ook vaak gespeld als Askelon, Ashkelon, Ashqelon en Ascalon) is een badplaats in het zuidwesten van Israël, aan de Middellandse Zee. De stad ligt in de kuststrook in het uiterste westen van de Negev, net ten noorden van de Gazastrook en ten zuiden van Asjdod. In 2007 had de stad 108.300 inwoners. Asjkelon ligt op 75 kilometer afstand van Jeruzalem en 56 kilometer van Tel Aviv. De moderne stad is in 1949 herbouwd op de overblijfselen van de Palestijnse stad Al-Majdal Asqalan.

## Geschiedenis van Asjkelon

### Filistijnen
De ruïnes van de oude stad liggen dicht bij het moderne Asjkelon. In de verhalen van Hebreeuwse Bijbel komt de stad regelmatig voor, zoals in verhalen van profeten en het verhaal van Simson, waarin het ligt in gebied van de Filistijnen, traditionele vijanden van de Israëlieten. Voordat de Filistijnen de stad herbouwden, was Asjkelon al een stad van de Kanaänieten, zoals ook het geval was met andere Filistijnse steden. De latere Kanaänieten (deels opgegaan in de binnenvallende Hebreeuwse nomadenstammen, tenminste de vrouwen, want de mannen werden op bevel van Jozua gedood) bouwden een muur om de stad heen. Asjkelon was een van de vijf Filistijnse steden, de Pentapolis, en waarschijnlijk de belangrijkste havenstad van de Filistijnen.

### Egypte
Vrij vroeg was het gebied ook al onder Egyptische invloedssfeer. Volgens een inscriptie die bij Karnak in Egypte is gevonden werd Asjkelon door koning Ramses II veroverd. Maar tijdens de vroegere Egyptische dynastieën was er een vreedzame uitwisseling van goederen en cultuur en had Egypte op de kusten van Kanaän meerdere havens met nederzettingen en kolonies.
De stad werd door de Babyloniërs verwoest onder Nebukadnezar, mogelijk om de Egyptische invloed in dit gebied te breken. De Babylonische overheersing betekende mogelijk het einde van de Filistijnse beschaving in dit gebied.

### Romeinen

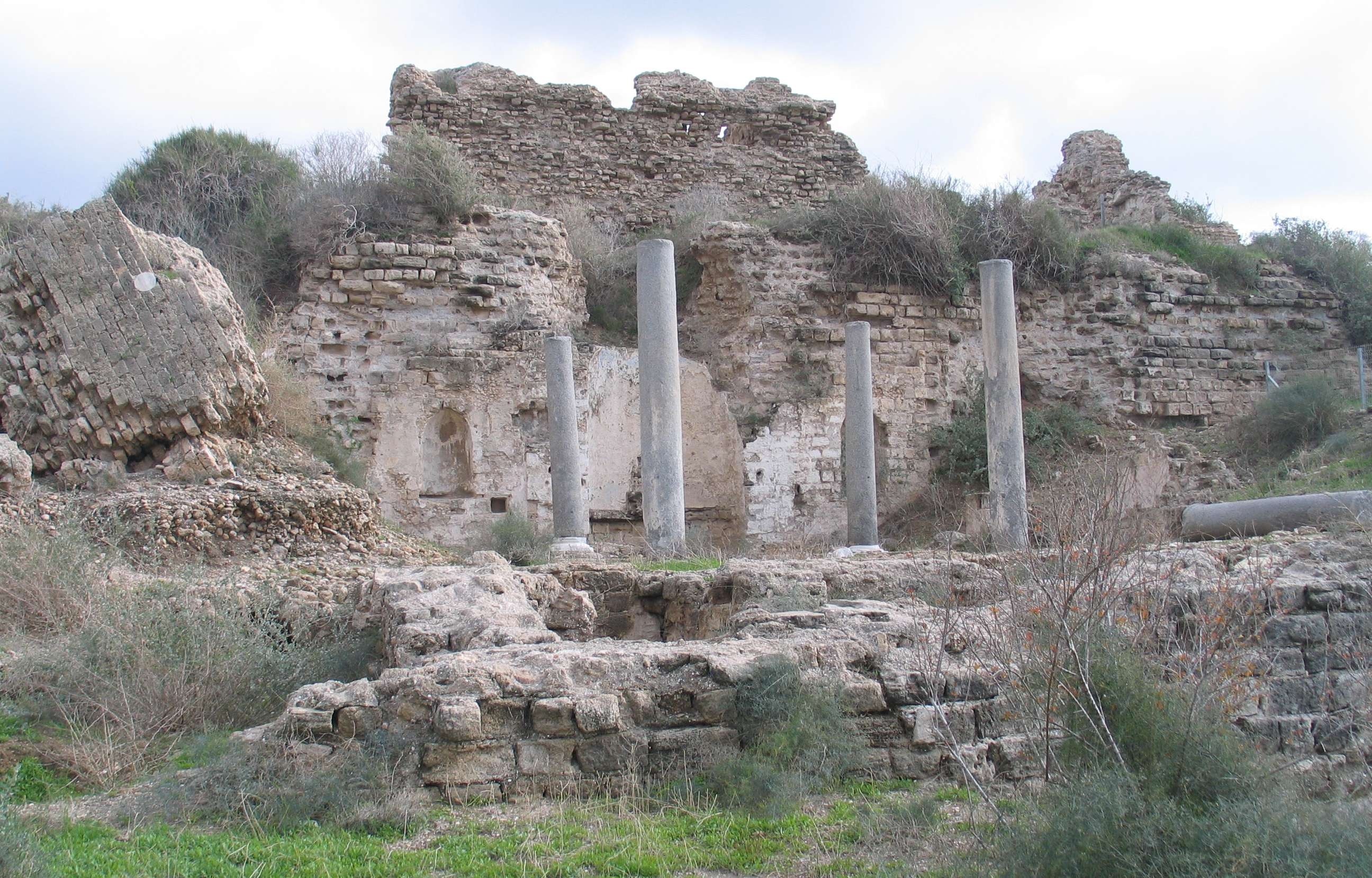
Romeinse ruïne

In de Hellenistische tijd werd Asjkelon echter weer een belangrijke havenstad. Toen het gebied onderdeel van het Romeinse Rijk werd, was het een van de eerste plaatsen die veroverd werden. Er is een traditie die stelt dat de vader van koning Herodes in Asjkelon geboren zou zijn. Over het algemeen hechten historici echter meer waarde aan de bewering van Flavius Josephus dat Herodes' familie voortkwam uit de aristocratie van Idumea, maar dat Herodes' vader Antipater (gouverneur van Idumea) vriendschappelijke betrekkingen met onder meer Asjkelon aanknoopte.

### Middeleeuwen
Ten tijde van de kruistochten was Asjkelon, in het Europa van die dagen bekend als Ascalon, een belangrijke, strategisch gelegen vestingstad, waar onder meer de Slag bij Ascalon plaatsvond in 1099, een klinkende overwinning van Godfried van Bouillon en de zijnen op de Fatimiden, maar Asjkelon bleef Arabisch tot 1153. Askjelon was in deze periode de zetel van het Rooms-katholiek bisdom Bethlehem. In 1187 werd de grootscheeps versterkte stad door Saladin veroverd, maar Asjkelon bleef toch Europees in de periode tot 1247. In dat jaar werd de stad door de Ayyubidische sultan As-Salih Ayyub veroverd. Drieëntwintig jaar later besloot de nieuwe machthebber in Egypte, sultan Baibars, de stad van de aardbodem te vegen.

### Islam / 1948
Na geruime tijd werd de stad, nu Al-Majdal geheten, herbouwd door de Arabische inwoners van de streek. In 1576 was het de op vijf na grootste stad van Palestina met 2795 inwoners. In 1948 woonden er in de stad 11.000 mensen, van wie er velen als wever werkzaam waren. Tijdens de Arabisch-Israëlische Oorlog van 1948 werd Al-Majdal een vooruitgeschoven positie van het Egyptische leger in Gaza. Na hevige Israëlische aanvallen vluchtte het grootste deel van de bevolking naar Gaza samen met het terugtrekkende Egyptische leger, en de stad werd bezet door Israëlische troepen op 5 november 1948. De resterende duizend à tweeduizend Arabische inwoners werden door de Israëli's in de loop van twee jaar goedschiks of kwaadschiks overgebracht naar vluchtelingenkampen in de Gazastrook. In de leeggekomen Arabische huizen werden vanaf 1949 Joodse immigranten en gedemobiliseerde soldaten ondergebracht. Tegenwoordig telt Asjkelon 108.900 inwoners.

## Archeologie in Asjkelon
In Asjkelon worden opgravingen gedaan om de zeer oude geschiedenis van de stad archeologisch te onderzoeken. Sinds 1985 zijn onderzoekers van de Harvard-universiteit hier bezig met opgravingen. Onder de archeologische vondsten bevinden zich onder meer een wijnpers, aardewerk met inscripties en stenen altaren. Het aardewerk vertoont gelijkenis met dat van de Myceense beschaving. Verder zijn er ook vondsten uit latere tijd, zoals Romeinse en Helleense artefacten. In het hele land van Kanaän hebben archeologen pilasters opgegraven die asjera werden genoemd, naar de godin Asjera. Zij werd er in bepaalde gebieden en plaatsen ook Ashtoreth, Astarte, Attoret, Anath of gewoon Elat of Baälat genoemd. Beide woorden betekenen Godin of heerseres - in Bijbelse tijden de voornaamste godheid die een cultus had in Ascalon, maar ook in Tyrus, Sidon, Beth Anath, Aphaca, Byblos en Ashtoreth Karnaim.

## Bezienswaardigheden in en rond Asjkelon
- Nationaal Park
  - Vandaag de dag bezoeken veel mensen het park bij Asjkelon, waar overblijfselen van de oude stad te bezichtigen zijn. Veel archeologische vondsten bevinden zich echter elders in musea.
- Romeinse sarcofagen
- Strand
  - De stad heeft een mooie kustlijn en strand.
- Kibboets Yad Mordechai ligt 10 kilometer ten zuiden van de stad. Hier bevindt zich een museum over het getto van Warschau.

## Sport
Hapoel Ashkelon is de professionele voetbalclub van Asjkelon.

## Geboren
- Yisrael Katz (1955), politicus
- Gilad Erdan (1970), politicus
- Barak Itzhaki (1984), voetballer
- Michael Ben David (1996), zanger

## Sjalot
Het woord sjalot is evenals het Engelse woord voor stengelui, scallion, afgeleid van de naam van deze stad.